# Voyages (essai)
Pour les articles homonymes, voir Voyage (homonymie) et Voyages.
Voyages (titre original : Travels) est un essai de l'écrivain américain Michael Crichton publié aux États-Unis en 1988.
La traduction française de Pierre-Emmanuel Dauzat est publiée en France la même année aux éditions Robert Laffont  (ISBN 2-221-08400-4).

## Résumé
Sans véritable vocation, le jeune Crichton devient médecin. Psychiatre même, et trop beau garçon pour laisser ses patientes indifférentes. Très vite, il s'ennuie et dit alors adieu à Hippocrate et bonjour à Hollywood, où il réalise son premier film dans des circonstances rocambolesques. Mais cet homme ne peut décidément pas rester en place : infatigable, il sillonne l'Asie, gravit le Kilimandjaro, traque le gorille et l'éléphant d'Afrique. Ce surdoué de la vie, de l'aventure et de l'art, doté d'un humour délicieux, allait devenir l'un des écrivains les plus lus dans le monde. On comprend qu'il n'ait laissé à personne le soin de raconter sa propre histoire. Écrivain et cinéaste, Michael Crichton est médecin de formation et maître du suspense scientifique. Tous ses romans sont des best-sellers.